# Coudres
Coudres és un municipi francès situat al departament de l'Eure i a la regió de Normandia. L'any 2007 tenia 509 habitants.

## Demografia

### Població
El 2007 la població de fet de Coudres era de 509 persones. Hi havia 192 famílies, de les quals 52 eren unipersonals (32 homes vivint sols i 20 dones vivint soles), 48 parelles sense fills, 88 parelles amb fills i 4 famílies monoparentals amb fills.
La població ha evolucionat segons el següent gràfic:
Habitants censats

### Habitatges
El 2007 hi havia 235 habitatges, 193 eren l'habitatge principal de la família, 33 eren segones residències i 9 estaven desocupats. 228 eren cases i 2 eren apartaments. Dels 193 habitatges principals, 170 estaven ocupats pels seus propietaris, 20 estaven llogats i ocupats pels llogaters i 3 estaven cedits a títol gratuït; 3 tenien una cambra, 8 en tenien dues, 27 en tenien tres, 40 en tenien quatre i 115 en tenien cinc o més. 160 habitatges disposaven pel capbaix d'una plaça de pàrquing. A 81 habitatges hi havia un automòbil i a 102 n'hi havia dos o més.

### Piràmide de població
La piràmide de població per edats i sexe el 2009 era:
| Homes | Edats   | Dones |
| ----- | ------- | ----- |
| 0     | 95 o +  | 0     |
| 0     | 90 a 94 | 0     |
| 0     | 85 a 89 | 4     |
| 0     | 80 a 84 | 0     |
| 8     | 75 a 79 | 4     |
| 4     | 70 a 74 | 8     |
| 4     | 65 a 69 | 12    |
| 20    | 60 a 64 | 20    |
| 16    | 55 a 59 | 4     |
| 16    | 50 a 54 | 20    |
| 24    | 45 a 49 | 8     |
| 20    | 40 a 44 | 8     |
| 24    | 35 a 39 | 28    |
| 8     | 30 a 34 | 16    |
| 12    | 25 a 29 | 12    |
| 8     | 20 a 24 | 12    |
| 0     | 15 a 19 | 16    |
| 44    | 10 a 14 | 12    |
| 32    | 5 a 9   | 16    |
| 20    | 0 a 4   | 4     |

## Economia
El 2007 la població en edat de treballar era de 337 persones, 262 eren actives i 75 eren inactives. De les 262 persones actives 242 estaven ocupades (133 homes i 109 dones) i 20 estaven aturades (8 homes i 12 dones). De les 75 persones inactives 17 estaven jubilades, 36 estaven estudiant i 22 estaven classificades com a «altres inactius».

### Ingressos
El 2009 a Coudres hi havia 194 unitats fiscals que integraven 534 persones, la mediana anual d'ingressos fiscals per persona era de 18.772 €.

### Activitats econòmiques
Dels 24 establiments que hi havia el 2007, 1 era d'una empresa alimentària, 1 d'una empresa de fabricació d'altres productes industrials, 12 d'empreses de construcció, 2 d'empreses de comerç i reparació d'automòbils, 1 d'una empresa de transport, 2 d'empreses d'hostatgeria i restauració, 2 d'empreses immobiliàries, 2 d'empreses de serveis i 1 d'una empresa classificada com a «altres activitats de serveis».
Dels 10 establiments de servei als particulars que hi havia el 2009, 3 eren paletes, 2 guixaires pintors, 3 fusteries i 2 lampisteries.
Dels 2 establiments comercials que hi havia el 2009, 1 era una botiga de menys de 120 m² i 1 una llibreria.
L'any 2000 a Coudres hi havia 14 explotacions agrícoles que ocupaven un total de 1.595 hectàrees.

## Equipaments sanitaris i escolars
El 2009 hi havia una escola elemental integrada dins d'un grup escolar amb les comunes properes formant una escola dispersa.

## Poblacions més properes
El següent diagrama mostra les poblacions més properes.